# 中国农业科学院兰州畜牧与兽药研究所
中国农业科学院兰州畜牧与兽药研究所（简称中国农科院兰州牧药所），是中华人民共和国甘肃省兰州市的一所综合性农业科研机构，隶属于中国农业科学院。主要从事草食动物的育种繁殖、兽药、中兽医、草地、草坪等基础研究。

## 历史沿革
1996年11月，中国农业科学院中兽医研究所与中国农业科学院兰州畜牧研究所合并，组建中国农业科学院兰州动物与兽药研究中心。1997年9月10日，改称中国农业科学院兰州畜牧与兽药研究所，并保留中国农业科学院中兽医研究所的编制。所址位于甘肃省兰州市七里河区小西湖硷沟沿335号。
2009年，被评为第四批全国精神文明建设工作先进单位。
2015年，被评为第四届全国文明单位。
2018年11月，中国农业科学院兰州畜牧与兽药研究所科普教育基地正式挂牌。

## 研究成果
长期与青海省大通种牛场合作，人工培育牦牛新品种。2005年，“大通牦牛”成为世界上第一个人工培育的牦牛品种；2019年，“阿什旦牦牛”成为世界首个无角牦牛。

## 机构设置
管理部门
- 办公室
- 党办人事处
- 科技管理处
- 计划财务处
- 平台建设与保障处

研究部门
- 畜牧研究室
- 中兽医研究室
- 兽药研究室
- 草业饲料研究室

支撑部门
- 后勤服务中心

科技平台
- 国家农业科技创新与集成示范基地
- 国家旱生牧草驯化繁育基地
- 国家奶牛技术体系疾病控制研究室
- 农业部兽用药物创制重点实验室
- 农业部畜产品质量安全风险评估实验室
- 农业部动物毛皮及制品质量监督检验测试中心（兰州）
- 农业部兰州黄土高原生态环境重点野外科学观测试验站
- 甘肃省牦牛繁育工程重点实验室
- 甘肃省新兽药工程重点实验室
- 甘肃省新兽药工程研究中心
- 甘肃省中兽药工程技术研究中心
- 中国农业科学院临床兽医研究中心
- 中国农业科学院羊育种工程技术中心
- 中国农业科学院兰州畜产品安全风险评估研究中心
- 中国农业科学院新兽药重点工程开放实验室
- 中国农业科学院黄土高原生态环境重点野外科学观测试验站
- 中国农业科学院兰州农业科学观测试验站
- 中国农业科学院张掖牧草及生态农业野外科学观测试验站

## 历任领导
| 姓名   | 任期                  | 职务 |
| ------ | --------------------- | ---- |
| 赵荣材 | 1996年11月－2000年5月 | 所长 |
| 杨志强 | 2001年7月－2019年1月  | 所长 |
| 张永光 | 2019年6月－           | 所长 |